# إد ميلباند
إد ميلباند (بالإنجليزية: Ed Miliband) (24 ديسمبر 1969 -)، سياسي بريطاني وزعيم حزب العمال من 2010 إلى 2015. وهو الابن الأصغر لعالم الاجتماع رالف ميليباند
. انتخب زعيمًا لحزب العمال في 25 سبتمبر 2010، إذ استطاع التغلب على منافسيه بزعامة الحزب وهم أخوه ديفيد ميلباند وإد بولز وأندي بيرنهام ودايان أبوت.

## وصلات خارجية
- إد ميلباند على موقع IMDb (الإنجليزية)
- إد ميلباند على موقع الموسوعة البريطانية (الإنجليزية)
- إد ميلباند على موقع مونزينجر (الألمانية)
- إد ميلباند على موقع إن إن دي بي (الإنجليزية)
- إد ميلباند على موقع كينوبويسك (الروسية)

- مقال جريدة الشرق الأوسط _ ميلاند رئيس وزراء بريطانيا المنتظر بتاريخ 25\10\2014